# HD 96441
HD 96441，又名CD-28 8657，SAO 179542、HR 4320，是一颗恒星，视星等为6.77，位于銀經276.73，銀緯28.76，其B1900.0坐标为赤經11h 1m 49.2s，赤緯-28° 28.76′ 11″。